# Афразійські мови
Афразі́йські мо́ви — мови, що належать до афразійської сім'ї чи макросім'ї мов. Раніше їх назвали семіто-хамітськими, але після того, як було встановлено, що вони не поділяються на 2 гілки: семітську азійську і хамітську африканську, їх перейменували на афроазійські або в більш усіченій формі — афразійські. Ще одна маловживана назва — еритрейські («червономорські»). За ностратичною гіпотезою, входять як мовна сім'я до ностратичної макросім'ї. Цієї думки дотримується мовознавець Агарон Долгопольський; на думку Сергія Старостіна і Юрія Мілітарьова, є окремою макросім'єю, спорідненою з ностратичною.
До складу афразійських мов входять: семітські мови (архаїчна назва — семітичні); берберські мови, до них, ймовірно, примикають давньоканарські мови; чадські мови — давніші назви: хамітоїдні або мови хауса-котоко (Ольдерогге); кушитські мови; давньоєгипетська мова з сучасною формою — коптською мовою; нещодавно були долучені омотські мови — малопоширені мови в долині річки Омо в Африці.
Існують 2 теорії походження афразійських мов: давніша — їхня правітчизна — Північна Африка, звідки вони за механізмом дифузії поширились до Азії (автор теорії — радянський африканіст Ольдерогге, підтримав теорію археолог Павло Долуханов); «натуфійська» теорія — носіями праафразійської мови були носії натуфійської археологічної культури у Південно-Східній Азії (автори — мовознавець Юрій Мілітарьов та історик Шпільман.

## Класифікація
- Семітські мови
- Берберські мови
- Чадські мови
- Кушитські мови
- Єгипетські мови
  - Давньоєгипетська мова
  - Коптська мова
- Омотські мови